# Mazières-en-Gâtine

Mazières-en-Gâtine este o comună în departamentul Deux-Sèvres, Franța. În 2009 avea o populație de 970 de locuitori.